# Trirutheniumdodecacarbonyl
Trirutheniumdodecacarbonyl ist eine chemische Verbindung aus der Gruppe der Metallcarbonyle.

## Gewinnung und Darstellung
Trirutheniumdodecacarbonyl kann durch Reaktion von Ruthenium(III)-acetylacetonat mit Kohlenmonoxid und Wasserstoff gewonnen werden.
{\displaystyle \mathrm {6\ Ru(C_{5}H_{7}O_{2})_{3}+24\ CO+9\ H_{2}\longrightarrow \ 2\ Ru_{3}(CO)_{12}+18\ C_{5}H_{8}O_{2}} }
Ebenfalls möglich ist die Darstellung durch Reaktion von Ruthenium(III)-chlorid-trihydrat-Lösung mit Kohlenmonoxid zu Carbonylchlororuthenium-Komplexen RuCly(CO)x und diesen dann weiter mit Zink und Kohlenmonoxid in Ethanol.
{\displaystyle \mathrm {RuCl_{3}\cdot 3H_{2}O{\xrightarrow {CO}}\ RuCl_{y}(CO)_{x}{\xrightarrow {Zn,CO}}\ Ru_{3}(CO)_{12}} }

## Eigenschaften
Trirutheniumdodecacarbonyl ist ein orangefarbener, ziemlich luft- und lichtbeständiger Feststoff. Er ist löslich in fast allen organischen Lösungsmitteln, insbesondere in Aceton, jedoch unlöslich in Wasser.

## Verwendung
Trirutheniumdodecacarbonyl wird als Ausgangsmaterial für Carbonyl-Cluster und als Wasserstoff-Transfer-Katalysator verwendet. Es wird zur reduktiven Carbonylierung von aromatischen Nitroverbindungen zu Carbamaten und zur allylischen Aminierung von aktivierten Olefinen durch Nitroarene verwendet.